# Heinolan Peliitat
Heinolan Peliitat – fiński klub hokejowy z siedzibą w Heinola.
Przed sezonem 2023/2024 klub nie otrzymał licencji na występy drużyny w nowej edycji rozgrywek Mestis.

## Nazwy
- Heinolan Peliitat (1969–1989)
- Heinolan Kiekko – HeKi (1988–2011)
- Heinolan Peliitat (2011–)

## Sukcesy
- Srebrny medal Suomi-sarja: 2005
- Złoty medal Suomi-sarja: 2006

## Zawodnicy
Zastrzeżone numery
- 7 – Marko Nyman
- 19 – Vesa Welling